# Aedes clivis
Aedes clivis é um espécie de mosquito do género Aedes, pertencente à família Culicidae.